# 多杰雄天

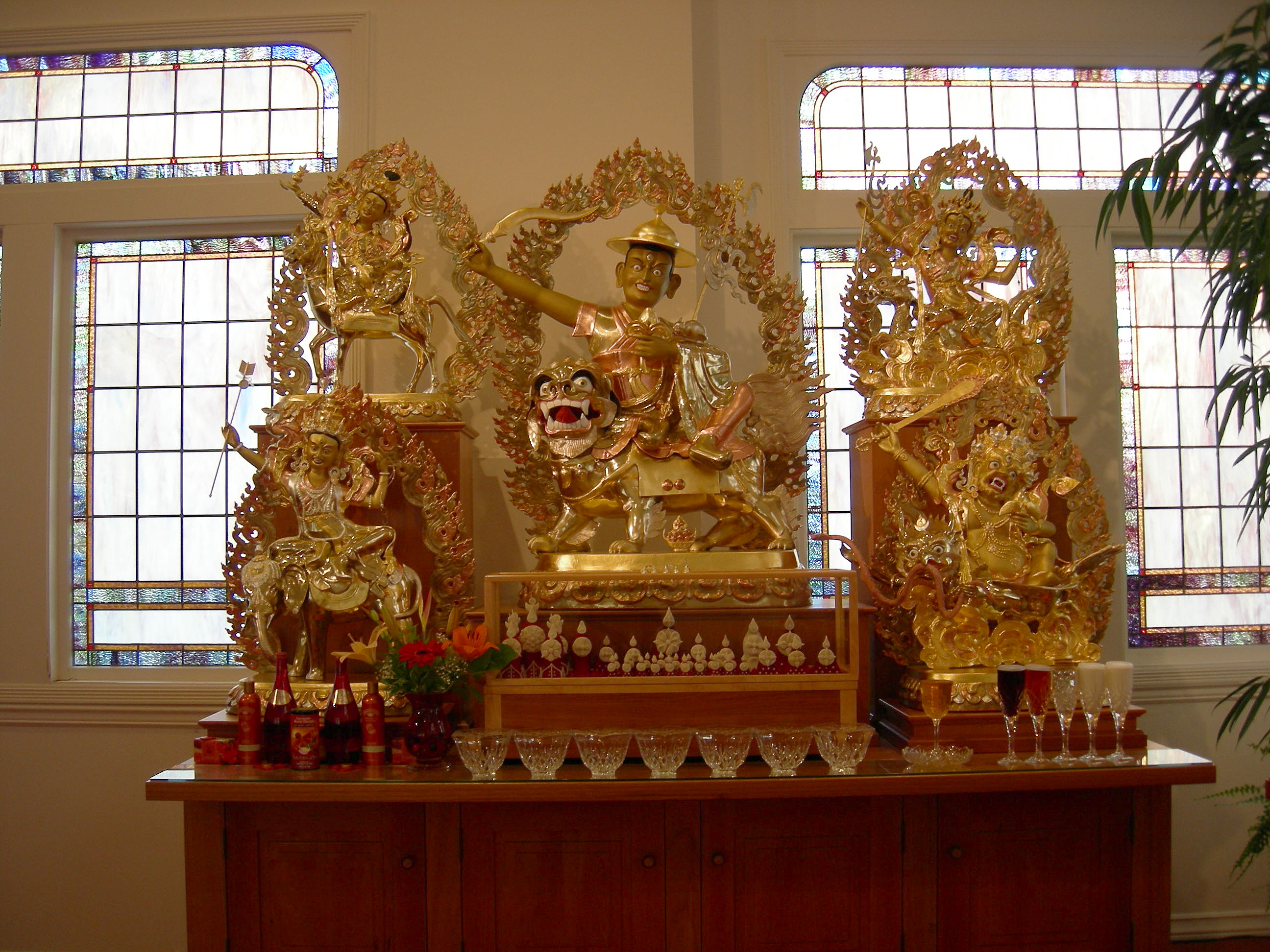

多杰雄天（藏語：རྡོ་རྗེ་ཤུགས་ལྡན་，威利转写：rDo-rje Shugs-ldan，意為具大力之持金剛神），雄天護法、雄天大神、俱力護法、大力金剛護法、嘉慶多吉雄天、兇天，又稱多傑修丹（藏語：དོལ་རྒྱལ་ཤུགས་ལྡན，威利转写：dol rgyal shugs ldan，THL：Dolgyal Shugden，意為朵之王者，修丹、修丹護法、朵傑雄天）。
多杰雄天信仰出現在第五世達賴喇嘛時代，自初起時，在西藏境內就備受爭議。多杰雄天信徒认为多杰雄天是格魯派的護法，是文殊菩萨在世間显现的忿怒化身，守護宗喀巴大师所转授的龙树菩萨的中观法。不滿此信仰的人，則稱多杰雄天是個嗔心極強、神通廣大的魔神，現被利美運動的反對者利用，作為反抗達賴喇嘛的象徵。甚至認為可能是西藏地區苯教與民間信仰中原有對於精靈、魔神的崇拜，這些信徒被迫皈依藏傳佛教之後，將原先信奉神靈的勇猛武神的形象，投射到這位挑戰佛教權威、含恨往生的上師身上，並大力加以崇拜。
從第五世達賴開始，歷代達賴往往對多傑雄天信仰頒布禁令，但寬嚴不定，其中最著名的是第十三世達賴喇嘛與第十四世達賴喇嘛。1996年，第十四世達賴喇嘛宣布拒絕讓多傑雄天信仰者參加他主持的法會，引起多傑雄天爭議。

## 釋義
多杰，又稱“多吉”，在藏语中，是“金刚”的意思，“金刚”比喻智慧，锐利、顽强、坚固，能断一切烦恼。“多杰雄天”意為金剛俱力，代表祂的力量示現超勝「摩訶迦羅天」等諸佛教護法，故名為雄天。

## 起源
關於多杰雄天起源的說法由兩種，一種說法認為其原型是杜固扎巴堅贊，另一種說法認為是索南群培。

### 杜固扎巴堅贊原型說
其中一種說法，相傳他是一位17世紀來自阿里地區的僧侶，杜固扎巴堅贊，又譯祖古扎巴堅贊，出身貴族家庭，原為第五世達賴喇嘛的候選轉世靈童之一，但是他後來被認証是三世達賴的老師索南札巴（Sönam Drakpas）的第三世轉世靈童。前世是持律主「扎巴坚赞布顿仁钦珠」（Duldzin Drakpa Gyeltsen），為宗喀巴大师的主要传承弟子，也是监督建立甘丹寺建筑工程的幕后功臣。
札巴堅贊出家後在哲蚌寺修行，與五世達賴喇嘛同在第四世班禪喇嘛克珠傑的座下修行，很快就成為一名有豐富學識的格魯派上師，五世達賴喇嘛在位期間札巴堅贊擔任哲蚌寺法主。當時西藏內部情勢混亂，涉入政治與宗教上的爭議，相傳因為札巴堅贊見到第五世達賴向其他教派（主要是寧瑪派）學法，認為第五世達賴背棄了格魯派宗喀巴大師的教法，成為寧瑪派的傀儡，札巴堅贊在寺院公開演說，反對第五世達賴，並要求與第五世達賴公開辯論，因此遭僧兵逮捕。也有人認為是札巴堅贊因自己差點成為五世達賴，最後失之交臂，只獲得仁波切的地位，因此煽動僧團，要求公開辯論，以反抗第五世達賴，第五世達賴下令將他逮捕，不久即在獄中涅槃，當地的僧俗二界尊稱他為「多傑雄天」。但是其被捕、死亡的原因，與成為「多傑雄天」的過程則眾說紛紜。
札巴堅贊的死亡，一個傳說指出，为保护第五世达赖喇嘛的地位，達賴的輔佐人索南若登及其弟子诺布尝试刺殺札巴堅贊，於是命人以文殊師利皇帝（清朝皇帝的尊稱）所賜之寶劍刺之。札巴堅贊不仅没死，而且被寶劍所刺的傷口，都长出眼睛，眾人驚怖不已，認為是邪術。后来，札巴堅贊坐在自己流下的血泊中，憐憫他們的徒勞無功，告诉了他们唯一能使自己死亡的方法，即是把哈达（藏族奉献尊者時所用的白布，此禮稱為「獻哈達」）塞入自己喉咙，他們立刻照作。並且先向札巴堅贊「獻哈達」之後才塞。扎巴坚赞窒息而圆寂时，心际发出无量虹光，飛上天際，化身成为手持寶劍，騎著獅子的金甲護法；「多杰雄天」（因先世為文殊師利菩薩化身，故現出持劍乘獅的文殊形象），並在空中向大眾嗚咽低聲發誓，永遠守護格魯派。
另一個傳說指出，索南若登（四世達賴喇嘛侍者）趁第五世達賴喇嘛訪問中國皇帝，不在西藏境內，假藉第五世達賴之名將札巴堅贊逮捕下獄，囚於拉薩的監獄數月。在聽聞五世達賴即將返回拉薩的訊息之後，秘密的將札巴堅贊處死。札巴堅贊是在拉薩的獄中被「獻哈達」的儀式欺騙，以絞刑勒斃後並將哈達塞入口中偽裝成自殺。
不久第五世達賴返回拉薩，曾經要求和札巴堅贊見面，但被周圍的人以札巴堅贊生病為由而拒絕。索南若登謀害札巴堅贊之後，並以札巴堅贊背叛格魯派傳承為由，沒收全部的財產並取消轉世祖古的身份（禁止尋找轉世靈童）。
由於札巴堅贊為非自然死亡，禁止轉世之後，也未曾投生。札巴堅贊的護法，因不甘而顯現各種異象。因西藏各地剛好有冰雹與各種天災發生，同時該護法也經常會附身在各寺院的比丘身上，宣稱自己是文殊菩薩轉世。第五世達賴見到他造成的亂相越來越大，派遣寧瑪派敏珠林寺的方丈德達林巴去處理該事件。德達林巴施展神通，將三叉金剛杵插入札巴堅贊護法的身體，希望能摧破他強烈的我執和法執。
但是該護法不甘札巴堅贊因受迫害而死、被禁止轉世，依舊不願意改變自己的所作所為和想法。德達林巴自忖，此非人的我法二執太重，無法超渡他到淨土，於是向五世達賴詢問是否有其他方法。第五世達賴後來為札巴堅贊塑護法像、纂修儀軌、修建召底康薩寺，紀念曾經依止相同上師的金剛同門，並且希望能化解怨念，多杰雄天於是成為格魯派的一位護法。

### 索南群培原型說
札巴堅贊的學生及支持者不認同其是多杰雄天原型的說法。他們主張多杰雄天的原型是五世達賴喇嘛時期大臣第悉索南群培（四世達賴喇嘛侍者）。此人曾任哲蚌寺襄佐管理財務，於任職期間和哲蚌寺法主（札巴堅贊）發生衝突，故被視為札巴堅贊的敵人，也在同一時期死亡。

## 形像與能力
達賴的說法是，因札巴堅贊生前篤信文殊菩薩，五世達賴十足尊重地以他生前篤信的文殊菩薩造型為其塑像、纂寫儀軌並尊稱他為護法「多杰雄天」，故出現了身披黃色僧袍，右手拿着剑（彎刀），骑乘白狮子，文殊般的造像。
多傑雄天信徒則表示，多杰雄天的先世為文殊菩薩的無限化身之一，故顯示持剑（彎刀），乘狮的文殊菩薩妙相。
傳說中，多傑雄天一開始顯靈時憤怒萬分，為了減少多傑雄天的怨氣，薩迦派的薩迦法王曾供養他一個心臟形狀的朵瑪，因此多傑雄天左手拿著心臟。
許多信徒相信多杰雄天神諭可以預言未來，又有極大的神通能力，幫助抵抗外敵。

## 傳承
多杰雄天護法傳承：
- 第一世：文殊菩薩。
- 第二世：毘瓦巴大師。
- 第三世：薩迦班慶。
- 第四世：布敦大師。
- 第五世：敦增札巴嘉才（宗喀巴大師之大弟子）。
- 第六世：班欽·索南扎巴（黃教第十五任甘丹赤巴法主，三世達賴之三戒根本上師）。
- 第七世：索諾以西旺布活佛。
- 第八世：索諾給烈貝桑活佛。
- 第九世：上宮活佛珠古札巴嘉才。
- 第十世：多杰雄天護法。

第五世達賴在聶南縣處、坪吉林等五座寺院，都命令要供奉由達賴親自所做的多杰雄天像，其餘大朝寺、旁布地康薩寺等，亦供奉達賴親做的多杰雄天像；故從彼時起，格鲁派多以多杰雄天為護法，都是修誦第五世達賴所著儀軌為主，共有百多種修誦咒語。

## 爭議
多杰雄天據說法力無邊，又能堅定守護格魯派或者親格魯派的僧俗二眾，故历史上和近代都有很多有修为的活佛供奉多杰雄天，修行多杰雄天法。同時，反對多杰雄天信仰的修行者也很多，第五世達賴喇嘛曾宣告：「『多杰雄天』是一個依邪願而投生的惡魔。」格魯派修行者曲窮·昂旺·蔣巴（廣論大修行者），屈窮·阿旺·鳩丹（第七世達賴喇嘛·格桑嘉措的老師），以及僧·丘編（第八世達賴喇嘛·強白嘉措的親教師）也認為多杰雄天是魔、是邪法。清代章嘉活佛反對崇拜多杰雄天，薩迦派的許多大修行者也同樣反對，在19世紀後，薩迦派就停止供奉多杰雄天。
1996年，第十四世達賴喇嘛，詢問過乃琼护法後，發布禁令，禁止格魯派信徒繼續尊奉多杰雄天，要求信奉多傑雄天的信徒，不得參加格魯派的法會。此舉引發藏人社區內部不同的聲音，反對派指責這是一種宗教迫害，支持者則認為多傑雄天信仰鼓勵暴力，以及宗教不寬容，因此應該禁止。